# شريح (إب)
شريح هي إحدى قرى الجمهورية اليمنية. تتبع جغرافيا لمحافظة إب وإداريًا لمديرية النادرة. يبلغ تعداد سكانها 1491 نسمة حسب الإحصاء الذي أجري عام 2004.